# ニコラ・ルヴァスール

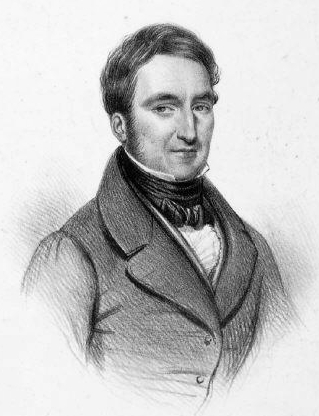
ルヴァスール

ニコラ・ルヴァスールまたはニコラ＝プロスペル・ルヴァスール（フランス語: Nicolas LevasseurまたはNicolas-Prosper Levasseur、1791年3月9日 – 1871年12月7日）は、フランスのバス歌手でパリ・オペラ座などで活躍した。ピカルディのブレルで生まれ、パリで死去。

## キャリア
1807年12月29日にパリ音楽院に入学し、1811年からピエール＝ジャン・ガラの歌唱クラスに参加した。舞台デビューは1813年、オペラ座でのグレトリーが作曲した『カイロの隊商』のパシャ役だった。彼は大きな成功を収めたが、不思議なことに、その後パリの大衆は彼に興味を示さなかった。あまりの無関心に辟易した彼は1816年にロンドンへ赴き、1817年までキングズ劇場に出演した。
1820年に彼はイタリアに行き、ミラノ・スカラ座と契約した。1820年11月14日にはマイアベーアの『アンジュのマルゲリータ』でカルロ・デルモンテ役を創唱した。ミラノでの彼の成功は輝かしいものだった。その後、彼はパリに戻ることができたが、今度は評判が良く、すぐにパリのイタリア劇場に契約し、そこで 5 年間舞台に立った。1827年に、彼はパリ・オペラ座（当時はサル・ペルティエ）と再契約した。そこで彼は特にジャコモ・マイアベーアとフロマンタル・アレヴィの重要なオペラのバスの役を創唱した。1853年にレジオンドヌール勲章を受賞した、1870年までパリ音楽院の教授を務めた。
ルヴァスールはモンマルトル墓地に埋葬されている。マリー＝エルネスティーヌ・セレによる彼の肖像画はパリ音楽博物館に所蔵されている。
ウォラックによれば「ルヴァスールは壮麗で正確な低音と洗練された表現の持ち主であった。劇的な感動には乏しかったが、厳格で品位のある役柄を最も得意とした」。

## ギャラリー

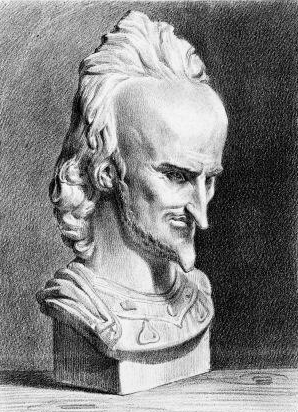
グランヴィルによるルヴァスール
『ギドとジネヴラ』のコジモ・デ・メディチ
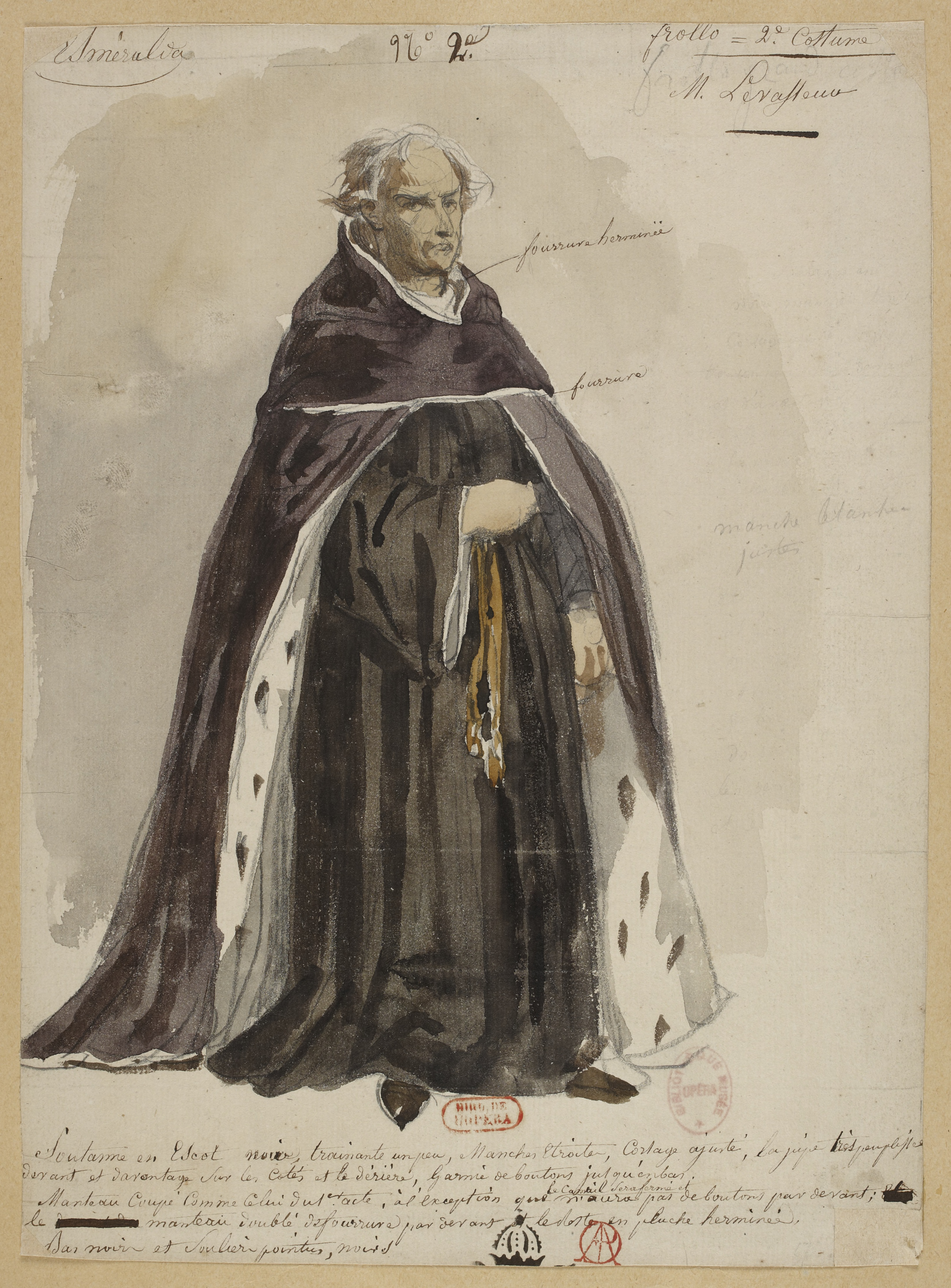
『ラ・エスメラルダ』のフロロ
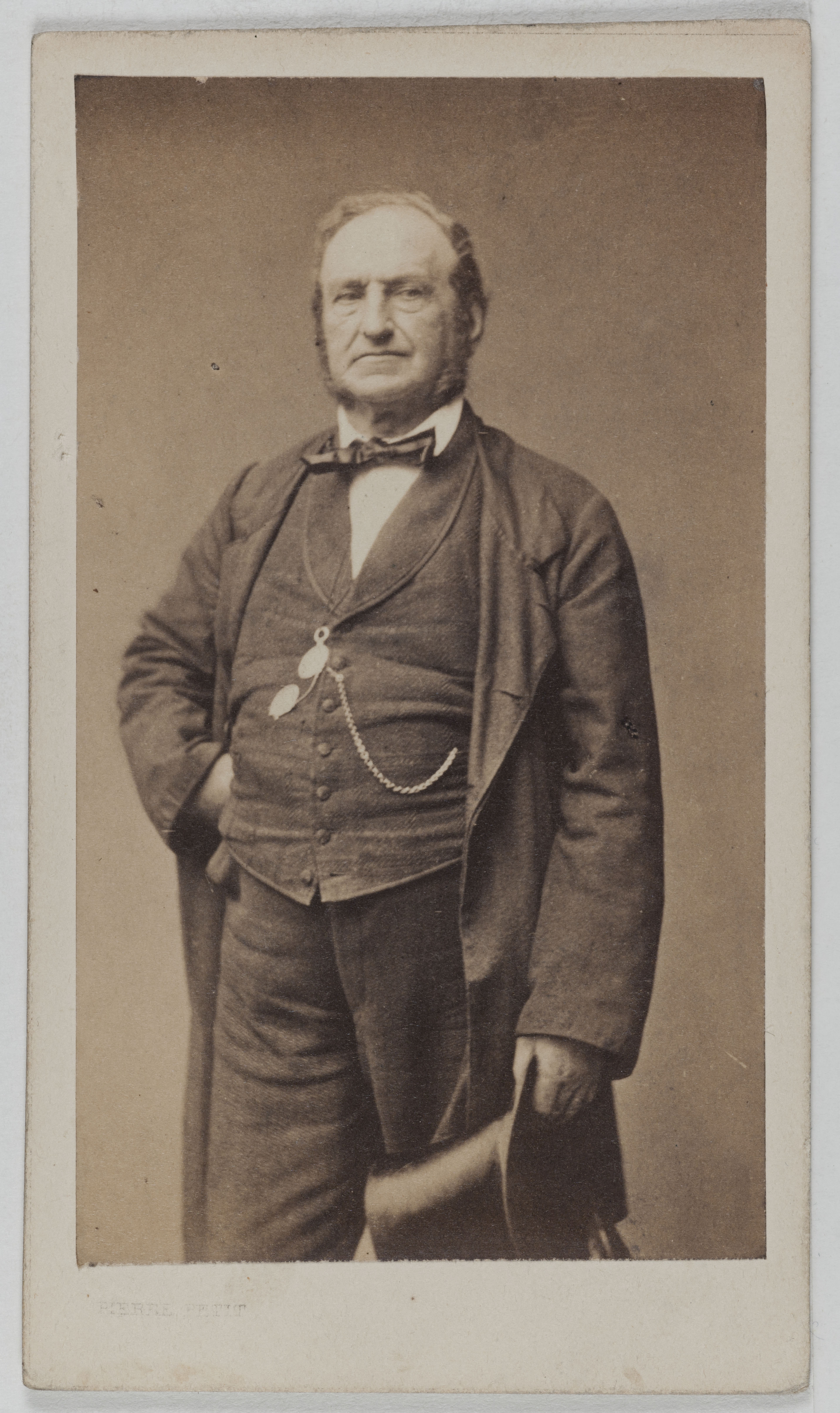
ルヴァスール

## 主な出演作品
| 上演年 | 曲名                                     | 作曲家             | 役                   |
| ------ | ---------------------------------------- | ------------------ | -------------------- |
| 1825   | 『エジプトの十字軍』                     | マイアベーア       | アラディーノ         |
| 1825   | 『ランスへの旅、または黄金の百合咲く宿』 | ロッシーニ         | ドン・アルヴァーロ   |
| 1827   | 『モイーズとファラオン』                 | ロッシーニ         | モイーズ             |
| 1828   | 『オリー伯爵』                           | ロッシーニ         | 教育係               |
| 1829   | 『ギヨーム・テル』                       | ロッシーニ         | 領主                 |
| 1831   | 『悪魔のロベール』                       | マイアベーア       | ベルトラム           |
| 1835   | 『ユダヤの女』                           | アレヴィ           | ブロニ               |
| 1836   | 『ユグノー教徒』                         | マイアベーア       | マルセル             |
| 1836   | 『ラ・エスメラルダ』                     | ルイーズ・ベルタン | クロード・フロロ     |
| 1838   | 『ギドとジネヴラ』                       | アレヴィ           | コジモ・デ・メディチ |
| 1840   | 『ラ・ファヴォリート』                   | ドニゼッティ       | バルタザール         |
| 1843   | 『ドン・セバスティアン』                 | ドニゼッティ       | 大司祭               |
| 1849   | 『預言者』                               | マイアベーア       | ザッカリー           |